# Битва при Кіноскефалах
Би́тва при Кі́носкефа́лах (197 до н. е.) — битва між римською і македонською арміями в Фессалії за контроль над Грецією. Це було перша масштабна польова битва римських легіонів і македонської фаланги. Римський проконсул Тіт Квінкцій Фламіній завдав нищівної поразки македонському цареві Філіппу V. Битва показала перевагу шахової тактики легіонів над лінійною шеренгою фаланги. Контроль над Грецією перейшов від Македонії до Риму.

## Передісторія

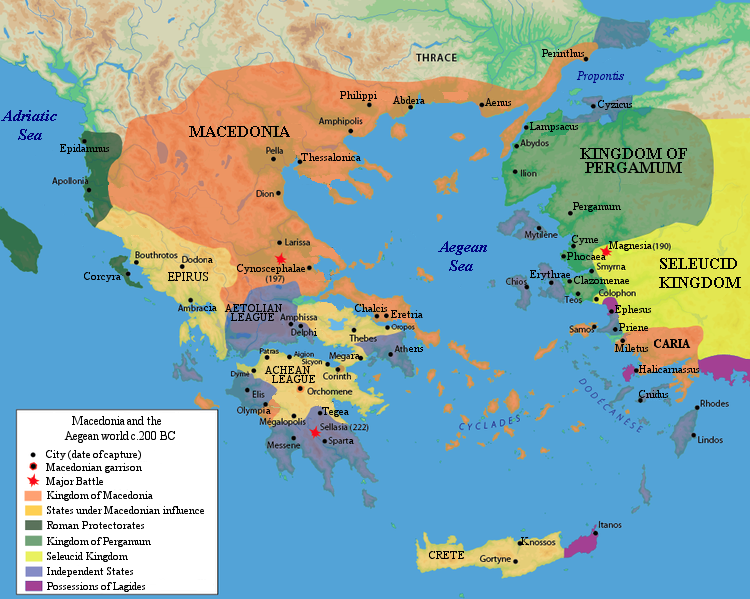
Карта тогочасної Греції й Македонії

У 3-2 століттях до н. е. загострилася боротьба між Римом і Македонією за гегемонію в Греції та еліністичних країнах. Це привело до трьох воєн, які називають Македонськими.
У Першій Македонській війні (215—205 років до н. е.) цар Македонії Філіпп V намагався оволодіти Іллірією (територія на північному заході Балканського півострова). В цей час римляни вели боротьбу з Ганнібалом в Італії і тому не могли виділити достатньо військ для боротьби з Македонією. Проте і македонські війська діяли в цій війні нерішуче. В результаті значних територіальних змін на Балканах не відбулося.
У 200 р. до н. е. почалася Друга Македонська війна (200—197 рр. до н. е.), на початку якої македонці досягли певни успіхів, поки справа не дійшла до рішучого зіткнення головних армій обох сторін.

## Битва
Причиною поразки македонців часто називають горбисту місцевість. Фаланга, переходячи через горб, розпалася на дві частини. Тоді як праве її крило звитяжно просувалося вперед, ліве, що відірвалося, ще шикувалося. Бойові слони Фламінія пробили лівий фланг македонян, що не вишикувався, а римські легіонери остаточно відкинули його. Легка піхота (пелтасти) союзників сміливо вражала списами македонських фалангітів, порушуючи ряди фаланги, і збільшуючи шанс для прориву римських легіонерів.

## Наслідки
Філіпп V видав римлянам флот, відвів гарнізони з грецьких міст, зобов'язався консультуватися з Римом в проведенні зовнішньої політики. Армія була сильно скорочена. Але проте Греція не втратила всіх своїх територій, і Македонське царство продовжило своє існування.

## Втрати
Згідно з Полібієм і Лівієм, 5,000 македонців було убито (хоча Лівій заявляє, що інші джерела стверджують, начебто 32,000 македонців було убито, а у Плутарха натрапляємо на твердження про лише 2 000 вбитих македонців). Фламіній також узяв 1,000 полонених. Римляни втратили близько 2,000 чоловіків, із них близько 721 вбитими.